# Arsenie Todiraș
Arsenie Todiraș (n. 22 iulie 1983, Chișinău, URSS), cunoscut și ca Arsenie sau Arsenium, este un cântăreț de muzică pop din Republica Moldova. Între 1999 și 2005 a făcut parte din trupa O-Zone. Din 2005 evoluează în cariera solo sub numele scenic „Arsenium”.

## Biografie
Arsenie s-a născut în data de 22 iulie 1983, la Chișinău, URSS (astăzi în Republica Moldova). La 16 ani face parte din Ansamblul Folcloric "Stejăreii", unde cântă la contrabas. Încearcă apoi să cânte operă.
Profesoara Larisa Shulga îi face cunoștință cu Dan Bălan. Cei doi, împreună cu Radu Sîrbu, creează trupa O-Zone.
În 2002, trupa se lansează în România, iar în 2003 primește dublu disc de aur. Tot în 2003 O-Zone se lansează pe piața internațională și fac istorie.
În 2006 apare primul album solo: Arsenium - Al 33-lea element.

## Discografie

### Albume
cu O-Zone
- 2002: Number 1
- 2003: DiscO-Zone

Solo
- 2006: The 33rd Element

### Single-uri
- 2005: "Love Me, Love Me" (Germany Top 100 No. 33, France Singles Top 100 #36)
- 2006: "Loca"
- 2007: "Professional Heartbreakers"
- 2008: "Wake Up"
- 2008: "Rumadai" (Germany Top 100 No. 32, Germany Dancefloor Chart No. 1, Austria Top 75 #50)
- 2009: "Minimum"
- 2009: "25"
- 2010: "Исчезни" ("Iscezni"; Dispari!)
- 2010: "Remember mе"
- 2010: "Nu mă mai căutа"
- 2010: "Erase it"
- 2010: "Bang Bang"
- 2010: "Happy Birthday"
- 2011: "My Heart"
- 2012: "I'm Giving Up"
- 2013: "Aquamarina" (feat. Janyela)
- 2014: "До рассвета" (feat. Sati Kazanova) (Do rassveta, Până la răsărit)

### Clipuri video
- 2005: "Love Me, Love Me"
- 2006: "Loca" (feat. Natalia Gordienco & Connect-R)
- 2006: "Professional Heartbreakers"
- 2008: "Wake Up"
- 2008: "Rumadai"
- 2009: "Minimum"
- 2010: "Remember Me"
- 2010: "Erase It"
- 2011: "My Heart" (feat. Lena Kniazeva)[2]
- 2014: "До рассвета" (feat. Sati Kazanova) (Do rassveta, Până la răsărit)